# ليا أكرمان
ليا أكرمان (بالألمانية: Lea Ackermann) (و. 1937  م) هي راهبة ألمانية، ولدت في فولكلينغن.

## جوائز
حصلت على جوائز منها:
- نيشان استحقاق صليب الضباط لجمهورية ألمانيا الاتحادية (1996)
- صليب القائد لنيشان استحقاق جمهورية ألمانيا الاتحادية
- نيشان الاستحقاق لراينلند بالاتينات
- وسام الاستحقاق البافاري.